# Elecciones municipales de Andahuaylas de 1998
Las elecciones municipales de Andahuaylas de 1998 se llevaron a cabo el 11 de octubre de 1998 para elegir al alcalde y al Concejo Provincial de Andahuaylas para el periodo 1999-2002. La elección se celebró simultáneamente con elecciones municipales en todo el país.

## Sistema electoral
La Municipalidad Provincial de Andahuaylas es el órgano administrativo y de gobierno de la provincia de Andahuaylas. Está compuesta por el alcalde y el Concejo Provincial.
La votación del alcalde y el concejo se realiza en base al sufragio universal, que comprende a todos los ciudadanos nacionales mayores de dieciocho años, empadronados y residentes en la provincia de Andahuaylas y en pleno goce de sus derechos políticos, así como a los ciudadanos no nacionales residentes y empadronados en la provincia de Andahuaylas.
El Concejo Provincial de Andahuaylas está compuesto por 11 regidores elegidos por sufragio directo para un período de cuatro (4) años, en forma conjunta con la elección del alcalde (quien lo preside). La votación es por lista cerrada y bloqueada. Para que una lista sea proclamada ganadora debe obtener más del 20% de los votos válidos; en caso ninguna lista logre ese porcentaje, los dos listas más votadas participan en una segunda vuelta o balotaje. Se asigna a la lista ganadora los escaños según el método d'Hondt o la mitad más uno, lo que más le favorezca.

## Composición del Concejo Provincial de Andahuaylas
La siguiente tabla muestra la composición del Concejo Provincial de Andahuaylas antes de las elecciones.
| Partidos | Partidos                  | Regidores |
| -------- | ------------------------- | --------- |
|          | Lista Independiente N° 15 | 10        |
|          | Lista Independiente N° 9  | 2         |
|          | Lista Independiente N° 7  | 2         |
|          | Acción Popular            | 1         |
|          | Lista Independiente N° 13 | 1         |
|          | Lista Independiente N° 3  | 1         |
|          | Lista Independiente N° 19 | 1         |
|          | Lista Independiente N° 5  | 1         |

## Partidos y candidatos
A continuación se muestra una lista de los principales partidos y alianzas electorales que participaron en las elecciones:
| Candidatura | Candidatura | Partidos y alianzas                                                                   | Candidatos | Candidatos               | Ideología                                     | Resultado previo | Resultado previo | Ref. |
| Candidatura | Candidatura | Partidos y alianzas                                                                   | Candidatos | Candidatos               | Ideología                                     | Votos (%)        | Reg.             | Ref. |
| ----------- | ----------- | ------------------------------------------------------------------------------------- | ---------- | ------------------------ | --------------------------------------------- | ---------------- | ---------------- | ---- |
|             | UPP         | Lista - Unión por el Perú (UPP)                                                       |            | Roy Molina Menacho       | Socioliberalismo Progresismo Socialdemocracia | Nuevo            | Nuevo            |      |
|             | VV          | Lista - Movimiento Independiente Vamos Vecino (VV)                                    |            | Zenón Serna Campos       | Fujimorismo                                   | Nuevo            | Nuevo            |      |
|             | SP          | Lista - Movimiento Independiente Somos Perú (SP)                                      |            | Camilo Abuhadba Abedrabo | Democracia cristiana Conservadurismo social   | Nuevo            | Nuevo            |      |
|             | IND         | Lista - Lista Independiente Movimiento Independiente Todas las Sangres                |            | Edgar Villanueva Núñez   | Localismo andahuaylino                        | Nuevo            | Nuevo            |      |
|             | IND         | Lista - Lista Independiente Movimiento Democrático AYLLU                              |            | José Pérez Olivares      | Localismo andahuaylino                        | Nuevo            | Nuevo            |      |
|             | IND         | Lista - Lista Independiente Movimiento Cívico Independiente Maestros y Pueblos Unidos |            | Félix Ochoa Salazar      | Localismo andahuaylino                        | Nuevo            | Nuevo            |      |

## Resultados

### Sumario general
|                        |                                                                               |              |              |              |           |           |
| Partidos y coaliciones | Partidos y coaliciones                                                        | Voto popular | Voto popular | Voto popular | Regidores | Regidores |
| Partidos y coaliciones | Partidos y coaliciones                                                        | Votos        | %            | ±pp          | Total     | +/−       |
|                        | Lista Independiente Movimiento Independiente Todas las Sangres                | 11,109       | 30.90        | n/a          | 7         | +7        |
|                        | Movimiento Independiente Somos Perú (SP)                                      | 10,345       | 28.77        | Nuevo        | 3         | +3        |
|                        | Movimiento Independiente Vamos Vecino (VV)                                    | 6,695        | 18.62        | Nuevo        | 1         | +1        |
|                        | Lista Independiente Movimiento Democrático AYLLU                              | 2,757        | 7.67         | n/a          | 0         | ±0        |
|                        | Lista Independiente Movimiento Cívico Independiente Maestros y Pueblos Unidos | 2,632        | 7.32         | n/a          | 0         | ±0        |
|                        | Unión por el Perú (UPP)                                                       | 2,418        | 6.72         | Nuevo        | 0         | ±0        |
|                        |                                                                               |              |              |              |           |           |
| Total                  | Total                                                                         | 35,956       |              |              | 11        | –8        |
|                        |                                                                               |              |              |              |           |           |
| Votos válidos          | Votos válidos                                                                 | 35,956       | 76.41        | +9.16        |           |           |
| Votos en blanco        | Votos en blanco                                                               | 5,813        | 12.35        | –4.17        |           |           |
| Votos nulos            | Votos nulos                                                                   | 5,287        | 11.24        | –4.98        |           |           |
| Votos emitidos         | Votos emitidos                                                                | 47,056       | 74.18        | +6.22        |           |           |
| Abstenciones           | Abstenciones                                                                  | 16,378       | 25.82        | –6.22        |           |           |
| Votantes registrados   | Votantes registrados                                                          | 63,434       |              |              |           |           |
|                        |                                                                               |              |              |              |           |           |
| Fuente:                |                                                                               |              |              |              |           |           |

## Elecciones municipales distritales

### Resultados por distrito
La siguiente tabla enumera el control de los distritos de la provincia de Andahuaylas. El cambio de mando de una organización política se resalta del color de ese partido.
| Distrito                 | Alcalde(sa) titular          | Partido político | Partido político          | Alcalde(sa) electo(a)      | Partido político | Partido político          |
| ------------------------ | ---------------------------- | ---------------- | ------------------------- | -------------------------- | ---------------- | ------------------------- |
| Andarapa                 | Maximiliano Leguía Damiano   |                  | Lista Independiente N° 13 | Gustavo León Damiano       |                  | Somos Perú                |
| Chiara                   | Nemesio Canales Cabezas      |                  | Lista Independiente N° 13 | Mario Quispe Huamaní       |                  | Vamos Vecino              |
| Huancarama               | Ricardo Aguero Meléndez      |                  | Lista Independiente N° 9  | Miguel Suárez Contreras    |                  | Somos Perú                |
| Huancaray                | Teovaldo Villa Calderón      |                  | Lista Independiente N° 15 | Lázaro Ccahuana Ayala      |                  | Somos Perú                |
| Huayana                  | Benito Torre Ccoycca         |                  | Lista Independiente N° 3  | Camilo Urpe Pacasi         |                  | Vamos Vecino              |
| Kaquiabamba              | Ernesto Montes Altamirano    |                  | Lista Independiente N° 3  | Juan Enciso Altamirano     |                  | Todas las Sangres         |
| Kishuará                 | Víctor Carrasco Ayquipa      |                  | Lista Independiente N° 9  | Víctor Carrasco Ayquipa    |                  | Todas las Sangres         |
| Pacobamba                | Cipriano Galindo Barraga     |                  | Lista Independiente N° 9  | Simeón Palomino Ccollca    |                  | Vamos Vecino              |
| Pacucha                  | Honorato Quiquinlla Quintana |                  | Lista Independiente N° 19 | Óscar Franco Navarro       |                  | Unión por el Perú         |
| Pampachiri               | Juan Ostos Barrientos        |                  | Lista Independiente N° 15 | Juan Ostos Barrientos      |                  | Todas las Sangres         |
| Pomacocha                | Eusebio Anca Ccaccya         |                  | Lista Independiente N° 3  | Rodolfo Jihuallanca Mamani |                  | Somos Perú                |
| San Antonio de Cachi     | Alejandro Infanzón Ludeña    |                  | Lista Independiente N° 19 | Eusebio Mallma Gutiérrez   |                  | Somos Perú                |
| San Jerónimo             | Jehú Altamirano Vargas       |                  | Lista Independiente N° 9  | Fortunato Rincón Torbisco  |                  | Vamos Vecino              |
| San Miguel de Chaccrampa | Francisco Morán Durand       |                  | Acción Popular            | Gregorio Durand Aroni      |                  | Maestros y Pueblos Unidos |
| Santa María de Chicmo    | Amadeo Salazar Ortiz         |                  | Lista Independiente N° 9  | Lorenzo Andia Gonzales     |                  | Todas las Sangres         |
| Talavera                 | Gerardo Gutiérrez Ludeña     |                  | Lista Independiente N° 3  | Antonio León Zapata        |                  | Somos Perú                |
| Tumay Huaraca            | Edi Torre Taype              |                  | Lista Independiente N° 13 | Víctor Sivipaucar Huamani  |                  | Vamos Vecino              |
| Turpo                    | Alejandro Huaraca Gutiérrez  |                  | Acción Popular            | Bernardo Regaño Prudencio  |                  | Somos Perú                |